# Gymnodiptychus dybowskii
Gymnodiptychus dybowskii är en fiskart som först beskrevs av Kessler, 1874.  Gymnodiptychus dybowskii ingår i släktet Gymnodiptychus och familjen karpfiskar. Inga underarter finns listade i Catalogue of Life.